# بريت هاجر
بريت هاجر (بالإنجليزية: Britt Hager)‏ هو لاعب كرة قدم أمريكية أمريكي، ولد في 20 فبراير 1966.

## وصلات خارجية
- بريت هاجر على موقع مرجع كرة القدم المحترفة.كوم (الإنجليزية)